# Rolf Wirtén
Rolf Gustaf Stefan Wirtén, född 4 maj 1931 i Klosters församling i Eskilstuna, död 19 februari 2023 i Domkyrkodistriktet i Linköping, var en svensk politiker (folkpartist) och ämbetsman.

## Biografi
Wirtén är son till riksdagsledamoten Karl-Gustaf Wirtén, bror till förre VD:n för Sveriges Stärkelseproducenter Åke Wirtén, far till SMHIs generaldirektör Håkan Wirtén och farbror till journalisten och författaren Per Wirtén.
Wirtén avlade folkskollärarexamen 1953 och arbetade därefter som folkskollärare i Jönköping 1954–1959 och därefter som skolsekreterare i Jönköping 1960–1964. Han var tillförordnad rektor i Månsarp 1959 och tillförordnad rektor för yrkesskolan i Jönköping 1964–1965, varefter han tillförordnades som biträdande skoldirektör i Jönköping 1965–1984.
Wirtén var riksdagsledamot för Jönköpings län 1966–1983 (fram till 1970 i första kammaren, därefter i enkammarriksdagen). I riksdagen var han flitigt verksam inte minst inom utbildnings- och forskningsfrågor. Han var även ordförande i Folkpartiets riksdagsgrupp 1976–1978.
Wirtén innehade flera poster i Sveriges regering mellan 1978 och 1982: arbetsmarknadsminister 1978–1980, invandrarminister 1978, budgetminister 1980–1982 och ekonomiminister 1981–1982. Som budget- och ekonomiminister i Fälldins mittenregering 1981–1982 hade Wirtén samma ansvarsområde som en finansminister. Efter tiden som statsråd var han 1982 till 1983 vice ordförande i Finansutskottet. Senare var han under åren 1987–1996 landshövding i Östergötlands län. 
I egenskap av budgetminister var Wirtén 1981 huvudansvarig för den uppgörelse om skattepolitiken med Socialdemokraterna som blivit känd under beteckningen "den underbara natten". Den ledde till att Moderaterna lämnade regeringen Fälldin.
Rolf Wirténs kulturpris instiftades vid Wirténs 70-årsdag och delas ut av Förre landshövdingen Rolf Wirténs Kulturstiftelse till ”personer som främjat det östgötska kulturlivet med betoning på ton, bild och ord. Utövningen ska ha anknytning till forskning, pedagogisk verksamhet och vara allmänt utvecklande av kulturlivet i Östergötland”.